# Новицкий, Артис
А́ртис Нови́цкий (латыш. Artis Novickis; 9 ноября 1986, Тукумс) — латвийский футболист, защитник.
В начале 2010 года Артис Новицкий перешёл в резекненскую «Блазму». В составе «Блазмы», он выступал также за дублирующий состав во Второй лиге Латвии, где стал самым результативным игроком зоны Северо-Востока, забив 12 голов.
В межсезонье 2010/11 Артис Новицкий перешёл в футбольный клуб «Гулбене».